# Ranunkel-ordenen
Ranunkel-ordenen (Ranunculales) er en orden af dækfrøede planter, som har følgende fællestræk: De indeholder flavoner; veddet har fluorescens; bladene er spiralstillede. Ordenen omfatter følgende familier:
| Familier |

- Berberis-familien (Berberidaceae)
- Blåbælg-familien (Lardizabalaceae)
- Circaeasteraceae
- Eupteleaceae
- Månefrø-familien (Menispermaceae)
- Pteridophyllaceae
- Ranunkel-familien (Ranunculaceae) (”Smørblomst-familien”)
- Valmue-familien (Papaveraceae)

I det ældre Cronquists system blev Eupteleaceae ekskluderet, sammen med Papaveraceae og Fumariaceae (inklusive Pteridophyllaceae), der blev behandlet som en samlet, men separat orden: Valmue-ordenen (Papaverales), men i to familier: Valmue-familien og Jordrøg-familien.